# Charles Russell Orcutt
Charles Russell Orcutt (* 27. April 1864 in Hartland (Vermont); † 24. August 1929 in Haiti) war ein amerikanischer Naturkundler und Pflanzenjäger, der sich insbesondere mit Sukkulenten befasste. Seine Sammlungen bilden den Grundstock für das San Diego Natural History Museum. Sein offizielles botanisches Autorenkürzel lautet „Orcutt“.   

## Leben und Wirken
Charles Russell Orcutt war der erste Sohn von Herman Chandler Orcutt und Eliza Eastin Gray Orcutt. Er hatte vier Geschwister. 1879 zog seine Familie von Vermont nach San Diego. Herman Orcutt war einer der Gartenbaupioniere Amerikas und eröffnete eine Gärtnerei nahe den Ruinen der Mission San Diego de Alcalá am El Camino Real.
Charles Russell erwarb seine Bildung weitgehend selbstständig und hatte von Jugend an ein großes Interesse an Naturwissenschaften, vor allem Zoologie und Botanik. Er begleitete seinen Vater auf Exkursionen rund um San Diego und machte 1882 mit seinem Vater und dem Botaniker Charles Christopher Parry eine Expedition nach Ensenada, auf der er, obgleich als Expeditionsfahrer beschäftigt, das Sammeln und Präparieren von Pflanzen intensiv erlernte, wie er zeitlebens selbst betonte.
Mit seinem wachsenden Interesse an Pflanzen und deren gärtnerischem Wert wuchs der Radius seines Exkursionsgebietes. Beständig hielt er Ausschau nach noch nicht beschriebenen Arten. Er erkundete das südliche Kalifornien, Baja California, Mexiko, Mittelamerika und schließlich die Karibik mit den westindischen Inseln. Da er ein besonderes Augenmerk auf Kakteengewächse legte und viele neue Arten entdeckte, erhielt er alsbald den Beinamen The Cactus Man.
Seine Interessensgebiete und seine Sammelleidenschaft machten ihn zu einem bedeutenden Mitglied der San Diego Society of Natural History. Viele Herbarbelege seiner Neufunde vermachte er dieser Gesellschaft. 1893, 1902 und 1903 gehörte er ihrem Vorstand an.
Ende der 1920er Jahre verließ Orcutt San Diego, um sich in Jamaika und Haiti niederzulassen und dort weiter zu forschen. Als er mit 65 Jahren starb, wurde er seinem testamentarischen Wunsch gemäß auf Haiti bestattet.

## Ehrungen
Charles Orcutt wurde am 5. Juni 1885 zum lebenslangen Mitglied der San Diego Society of Natural History gewählt. Viele Pflanzenarten, fossile und rezente Mollusken sowie Reptilien verewigen seinen Namen in ihren Epitheta. Auch die Pflanzengattung Orcuttia Vasey aus der Familie der Süßgräser (Poaceae) ist nach ihm benannt.

## Weiterführende Literatur
- Anne D. Bullard: Charles Russell Orcutt: Pioneer Naturalist. In: The Journal of San Diego History. Band 40, Nummer 1/2, 1994 (online).